# (20067) 1993 TN24
1993 تي أن 24 (ويعرف أيضًا باسم (20067) 1993 تي أن 24 وفق تسمية الكوكب الصغير) (بالإنجليزية: 1993 TN24)‏ هو كويكب ضمن حزام الكويكبات؛ وترتيبه 20067 من حيث الاكتشاف.
اكتُشف هذا الجُرم الفلكي بواسطة إيريك والتر إلست في 9 أكتوبر 1993.

## وصلات خارجية
- (20067) 1993 TN24 في قاعدة بيانات مختبر الدفع النفاث لأجرام النظام الشمسي الصغيرة

- الاكتشاف · مخطط المدار ·  العناصر المدارية · المعلمات المادية

- (20067) 1993 TN24 على موقع ويكي سكاي: DSS2, SDSS, GALEX, IRAS, Hydrogen α, X-Ray, Astrophoto, Sky Map, Articles and images